# 靜站
靜站（日语：／ Shizu eki */?）是位於茨城縣那珂市下大賀，屬於東日本旅客鐵道（JR東日本）的水郡線車站。

## 歷史
- 1918年（大正7年）11月20日 - 11月21日：設置了臨時停留場，這是為了方便靜神社參拜客而設。
- 1919年（大正8年）2月1日：水戶鐵道 (第二代)（日语：水戸鉄道 (2代)）停留場啟用[1]。旅客のみ取扱い。
- 1927年（昭和2年）12月1日：水戶鐵道被國有化（日语：鉄道敷設法）。成為國有鐵道車站[2]。
- 1962年（昭和37年）11月20日：結束貨物起卸業務。
- 1970年（昭和45年）10月1日：成為無人車站。委托個人商店售賣車票（簡易委託）。
- 1987年（昭和62年）4月1日：伴隨國鐵分割民營化，車站由東日本旅客鐵道（JR東日本）營運[3]。

## 車站構造

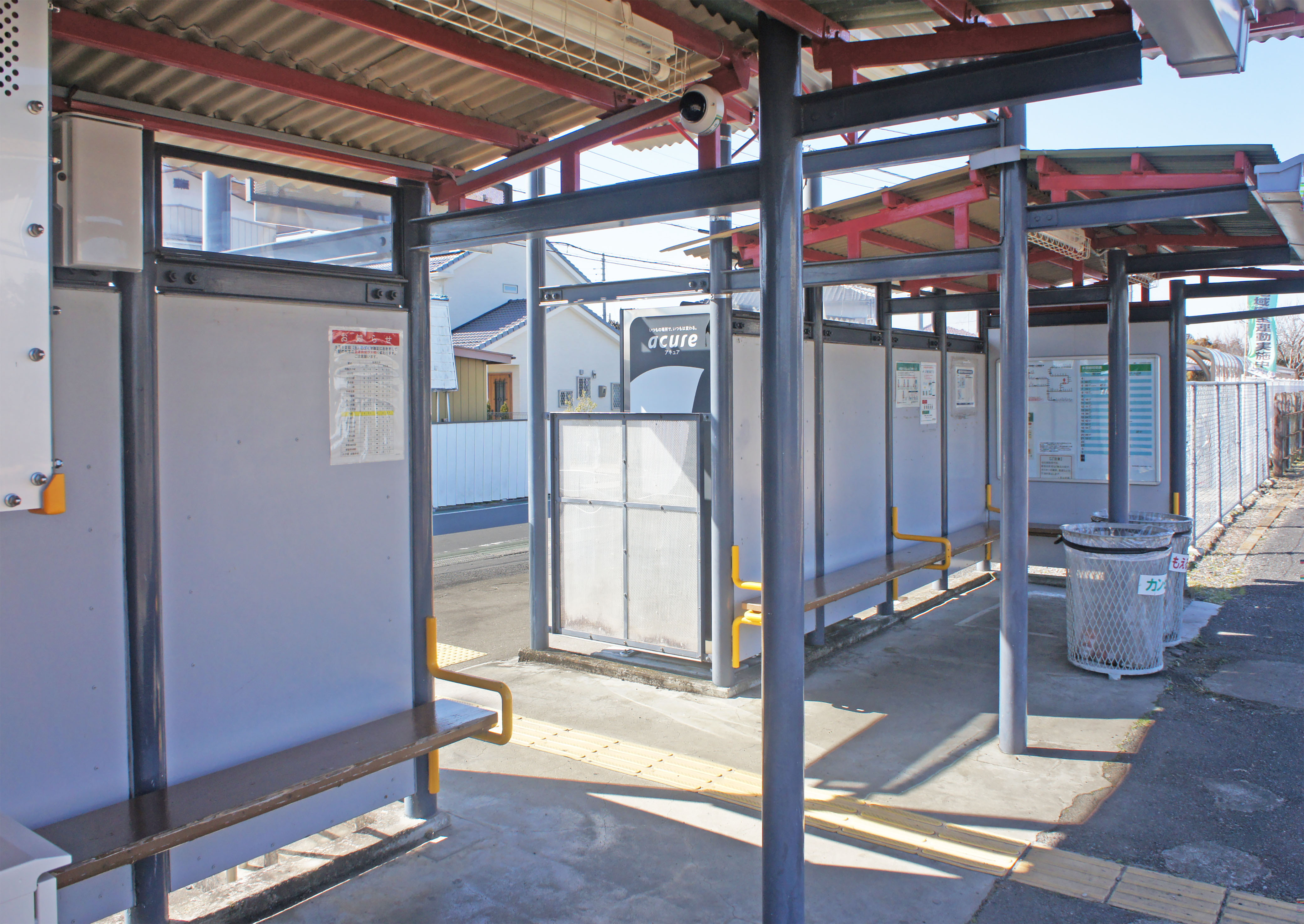
候車室（2022年2月）

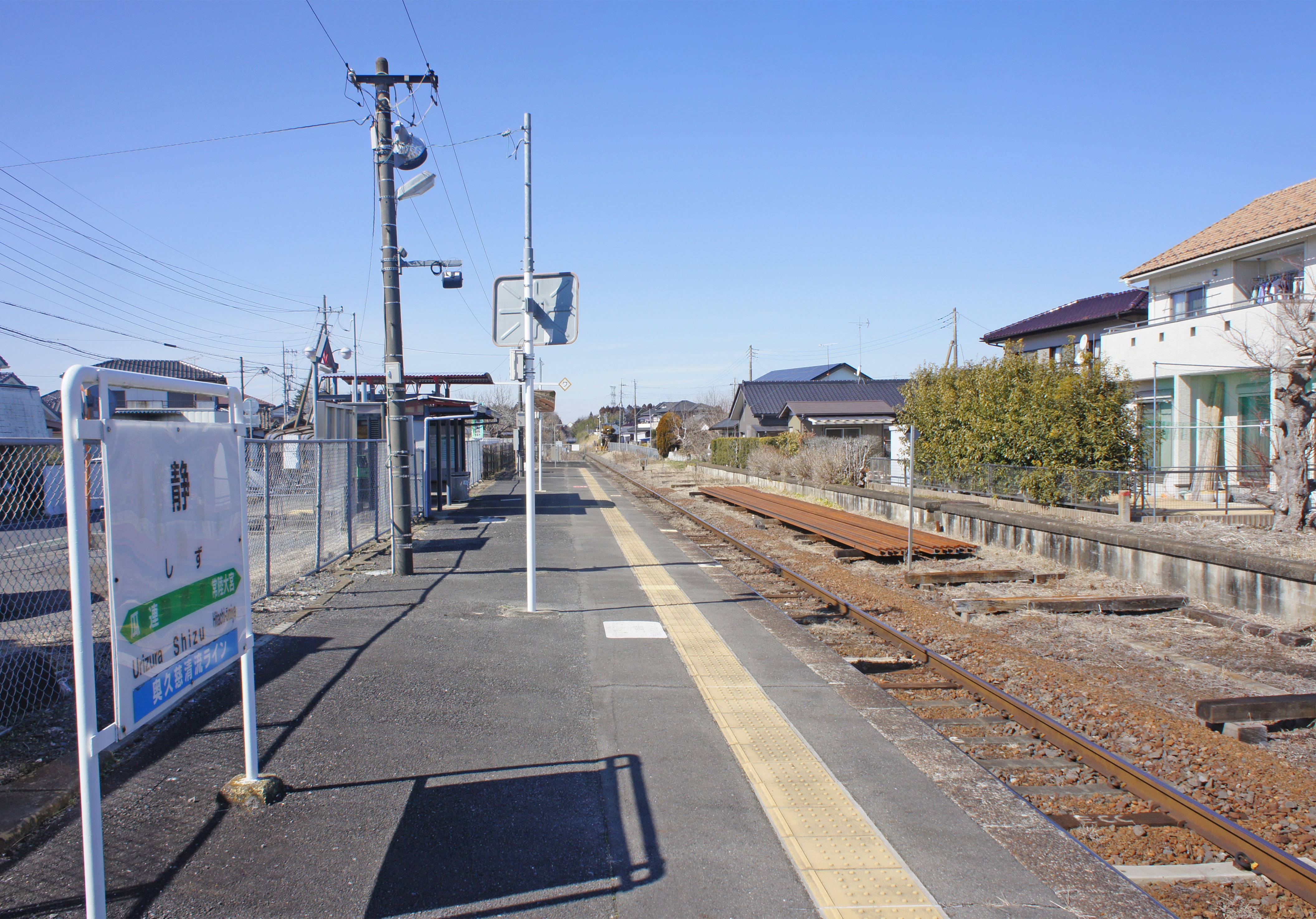
月台（2022年2月）

此站為1面1線單式月台的地面車站，過去設有2面2線的相對式月台，現時遺留著舊月台的痕蹟。此站是由常陸大子站管理的無人車站，並且只設置附有上蓋的候車室、壁報版和長椅。

## 在此站的運行形態
- 上行（瓜連、上菅谷、水戶方向）
  - 日間設有大約每小時1班普通列車（前往水戶）停靠[4]。
- 下行（常陸大宮、山方宿、上小川[注釋 1]・常陸大子、郡山方向）
  - 整日設有大約每小時1班普通列車（前往上小川轉乘巴士前往常陸大子的班次設有12班，前往常陸大宮5班）停靠[4]。

## 車站周邊
此站的地址不是在「靜」，而是在「下大賀」。此站距離「靜」地區有一段距離，並靠近常陸大宮市範圍，附近設有工業團地和高等學校等設施。茨城縣道168號靜常陸大宮線通過站前，而從站前沿縣道前進會與茨城縣道61號日立笠間線相交。
- 靜神社（日语：静神社）
- 靜峰故鄉公園（日语：静峰ふるさと公園）
- 國道118號（日语：国道118号）

## 巴士路線
最近的巴士站是「靜站入口」。
| 乘車處                             | 系統             | 主要途經                       | 目的地 | 巴士公司       | 備註                 |
| ---------------------------------- | ---------------- | ------------------------------ | ------ | -------------- | -------------------- |
|                                    | 倭人綜合公園循環 | 倭人之湯、靜站入口             |        | 那珂市社區巴士 | 星期六及假日暫停服務 |
|                                    | 倭人綜合公園循環 | 瓜連站、那珂綜合公園、上菅谷站 | 向陽   | 那珂市社區巴士 | 星期六及假日暫停服務 |
| 瓜連站入口、常陸鴻巢站口、上菅谷站 | 倭人綜合公園循環 |                                | 向陽   | 那珂市社區巴士 | 星期六及假日暫停服務 |

## 相鄰車站
東日本旅客鐵道（JR東日本）
■水郡線
瓜連－靜－*常陸村田－常陸大宮
*刪除線指廢站

## 注腳

## 外部連結
- 車站資訊（靜）：東日本旅客鐵道（日語）